# Фігуш Петро
Петро Фігуш (23 квітня 1901, с. Нивра — ?) — стрілець УГА.

## Короткий життєпис
Народився 23 квітня 1901 в селі Нивра Борщівського повіту Королівства Галичини і Володимирії, Австро-Угорщина (нині Борщівського району Тернопільської області, Україна).
Під час Листопадового чину Окружна Військова Команда в Чорткові направила його в Державну Жандармерію і після навчання в Станіславі він був зарахований до Залізничної Жандармерії як комендант залізничного транспорту.
Пізніше він був направлений на службу в підрозділи охорони польських військовополонених у Копичинцях, і коли УГА перейшла Збруч у таборі в Проскурові.
Після війни емігрував і жив у Канаді.